# کاپون (فیلم ۱۹۷۵)
کاپون (به انگلیسی: Capone) فیلمی در ژانر گانگستری محصول ۱۹۷۵ آمریکا است. کارگردان این فیلم، استیو کارور است. این فیلم به زندگی آل کاپون، از تبهکاران مشهور آمریکایی، می‌پردازد.